# Germagny
Germagny – miejscowość i gmina we Francji, w regionie Burgundia-Franche-Comté, w departamencie Saona i Loara.
Według danych na rok 1990 gminę zamieszkiwało 166 osób, a gęstość zaludnienia wynosiła 48 osób/km² (wśród 2044 gmin Burgundii Germagny plasuje się na 745. miejscu pod względem liczby ludności, natomiast pod względem powierzchni na miejscu 1313.).